# Strobilanthes scoriarum
Strobilanthes scoriarum är en akantusväxtart som beskrevs av W. W. Smith. Strobilanthes scoriarum ingår i släktet Strobilanthes och familjen akantusväxter. Inga underarter finns listade i Catalogue of Life.